# Kay

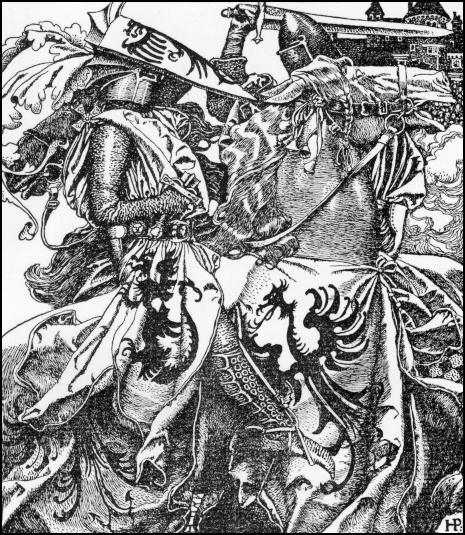
Sir Kay med brutet svärd i en tornering, av Howard Pyle.

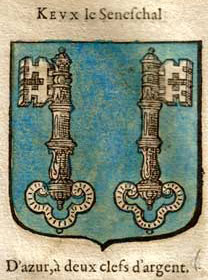
Associerad vapensköld.

Kay var en hjälte i keltisk mytologi som inlemmades i sagorna kring kung Artur. I Culwch ag Olwen kallas han Cei eller Cai och är en mycket skicklig hjälte som överglänser de andra av Arturs krigare vid flera tillfällen.
Sir Kay var Arturs fosterbror och son till sir Hector. I en mycket vanlig version av händelseförloppet när Artur drog svärdet Excalibur ur stenen, var det för att hjälpa Kay som hade glömt sitt svärd inför en tornering eller liknande. (Enligt någon variant skulle den där torneringen avgöra vem som skulle bli kung över Britannien eftersom ingen av tronpretendenterna hade lyckats dra Excalibur, vilket var det verkliga provet.)
När Artur hade dragit Excalibur blev han erkänd som kung. Kay och Hector var de första som knäföll för honom, vilket han upplevde som ganska obehagligt eftersom de ju var hans familj. När Artur hade blivit kung flyttade Kay hem till honom i Camelot och fick som jobb att organisera alla vardagssysslor. Han körde ganska hårt med Gareth när denne kom dit.
I de flesta versioner av legenden är Kay hederlig, men i en variant är han raka motsatsen. Han mördar Arturs son Loholt, blir fördriven från hovet och allierar sig med Arturs fiender.